# Chiesa di San Giovanni Battista (Fornovo San Giovanni)
La chiesa di San Giovanni Battista è la parrocchiale di Fornovo San Giovanni, in provincia di Bergamo e diocesi di Cremona; fa parte della zona pastorale 1.

## Storia
La prima citazione di una chiesa a Fornovo, dedicata alla Beata Vergine delle Grazie e costruita lì dove anticamente sorgeva un tempio pagano intitolato a Giove, risale al 1046.
Nel 1385 risultava che la pieve di Fornovo San Giovanni aveva alle sue dipendenze le chiese di Sant'Antonino, Caravaggio, Regarzano, San Vitale, Morengo, Brignano, Santi Pietro e Marcellino, Misano, Mozzanica, Trezzolasco, Altofasso, Pianengo, Pignano, Batidicio, Camisano, Casale, Vairano, Vidalengo, Vidolasco e Castel Gabbiano.
Dalle Rationes decimarum del 1404 s'apprende che la pieve foraniale di Fornovo comprendeva, oltre alla stessa parrocchia fornevese, anche quelle di Brignano, Camisano, Castel Gabbiano, Morengo, Mozzanica, San Vitale e Vidalengo.
Il campanile venne ultimato nel 1568.
Nella relazione della vista pastorale del 1599 del vescovo Cesare Speciano si legge che la cura d'anime era retta dal parroco e da un coadiutore cappellano, che nella chiesa avevano sede la congregazione del Santissimo Sacramento e la società del Corpus Domini e che il presule ordinò che fossero murate delle finestre e si rifacesse il soffitto.
L'attuale parrocchiale venne edificata all'inizio del XVII secolo; nel 1654 furono realizzate le ultime rifiniture, che erano rimaste incompiute a causa dell'epidemia di peste del 1630.
Nel 1779 i fedeli risultavano essere 546, saliti a 665 nel 1786 e a 700 nel 1819.
Nel 1888 terminò la decorazione interna dell'edificio, mentre le vetrate furono realizzate nel 1960.
Nel 1975, con la realizzazione territoriale della diocesi, la chiesa passò dal cessato vicariato di Caravaggio alla neo-costituita zona pastorale 1.

## Descrizione
La facciata della chiesa presenta quattro lesene e una cornice marcapiano.
L'interno è a un'unica navata con sei cappelle laterali: da un lato quelle di Sant'Antonio da Padova, della Madonna delle Grazie e della Madonna del Rosario, dall'altro quelle del Sacro Cuore, di San Rocco e del Battistero, tutte caratterizzate dalla presenza di balaustre marmoree. Opere di pregio qui conservate sono gli altari laterali barocchi e quello neoclassico, posto nella cappella della Madonna delle Grazie.